# 윤종호 (1966년)
윤종호(尹鍾鎬, 1966년 4월 13일 ~ )는 대한민국의 대학 교수 겸 기초지방의회의원이다.

## 주요 이력

### 주요 경력
- 2001년 새천년민주당 당무위원 겸 지방자치행정위원
- 2002년 새천년민주당 당무위원 겸 지방자치행정위원 퇴임(2002년 2월)
- 2001년 경산대학교 전임강사(2002년 8월 퇴임)
- 2002년 김천대학교 겸임교수(2009년 2월 퇴임)
- 2005년 대한웃음치료협회 회장
- 2006년 열린우리당 당무위원 겸 지방자치행정위원(2006년 1월)
- 2007년 열린우리당 당무위원 겸 지방자치행정위원 직위 퇴임(2007년 3월)
- 2007년 대통합민주신당 당무위원 겸 지방자치행정내무연대위원(2007년 10월)
- 2007년 대통합민주신당 당무위원 겸 지방자치행정내무연대위원 직위 퇴임(2007년 12월)
- 2008년 친박연대 당무위원 겸 상임위원
- 2009년 친박연대 당무위원 겸 상임위원 퇴임
- 2009년 친박연합 당무위원 겸 전임위원
- 2010년 구미대학교 교수
- 2010년 제6대 경상북도 구미시의회 의원(당속: 친박연합 → 국가재건친박연합 → 새누리당 → 무소속)
- 2012년 국가재건친박연합 당무위원 겸 지방자치연대위원
- 2012년 새누리당 당무위원 겸 중앙지방자치행정위원
- 2013년 새누리당 당무위원 겸 중앙지방자치행정위원 퇴임
- 2014년 제7대 경상북도 구미시의회 의원(당속: 무소속 → 자유한국당 → 무소속 → 바른미래당)
- 2018년 제8대 경상북도 구미시의회 의원(당속: 바른미래당)
- 2019년 바른미래당 탈당

## 역대 선거 결과
|  | 11.47% |

|  | 21.01% |

|  | 15.81% |

|  | 24.13% |

|  | 74.00% |